# Fabio Quartararo
Fabio Quartararo (Niza, Francia, 20 de abril de 1999) es un piloto francés de motociclismo. Compite en el equipo Monster Energy Yamaha en el Campeonato del Mundo de Motociclismo de MotoGP. Antes de su entrada en la categoría reina, ganó seis títulos del Campeonato de España de Velocidad incluyendo dos títulos de Moto3 Junior en 2013 y 2014. Se proclamó campeón del mundo de MotoGP en 2021, y resultó subcampeón en 2022, siendo el primer piloto francés en lograrlo.

## Biografía

### Comienzos
Nacido en Niza, Quartararo comenzó su carrera en su Francia natal a la edad de 4 años. Más tarde se trasladó a España para competir en la Copa Promovelocidad, un campeonato para jóvenes pilotos organizado por el Real Automóvil Club de Cataluña (RACC). Ganó dicho campeonato en la categoría de 50cc en 2008, 70cc en 2009, y 80cc en 2011. También cabe mencionar que en 2007 había sido subcampeón de los 50cc dentro del mismo campeonato. Antes de su llegada a Moto3 en España, Quartararo ganó en 2012 el Campeonato Mediterráneo de Velocidad, categoría pre-Moto3, un Campeonato de España oficioso.

### CEV Repsol
Quartararo empezó en la categoría Moto3 del CEV Repsol en 2013 con el equipo Wild Wolf Racing – dirigido por el expiloto Juan Borja – sobre una Honda. En su primera carrera de esta categoría celebrada en el Circuito de Barcelona-Cataluña con la pista mojada, terminó en segundo lugar detrás de Wayne Ryan de Gran Bretaña. Quartararo terminó sexto en la segunda carrera en el circuito y salió atado para el plomo del campeonato con el piloto holandés Bryan Schouten. En las cuatro siguientes carreras, Quartararo consiguió terminar entre los diez primeros en un sola ocasión  – desde la pole position en Navarra – y cayó hasta el octavo puesto en las posiciones del Campeonato, 37 puntos detrás de Marcos Ramírez de España. El piloto de Niza terminó la temporada con fuerza, ganando cada una de las tres carreras finales saliendo desde la pole position y derrotando a Ramírez por casi diez segundos en la carrera final de Jerez. Por todo ello, Quartararo consiguió ser el segundo piloto no español después de Stefan Bradl en 2007 en ganar el título. Además, con una edad de 14 años y 218 días, se convirtió en el campeón más joven de dicho campeonato, superando el registro anterior de Aleix Espargaró.
Quartararo siguió compitiendo en el CEV Repsol en la temporada de 2014, ya que no tenía la edad suficiente para poder participar en el Campeonato del Mundo. La regla, anunciada en 2008 e introducida en 2010, declaró que un piloto debe tener 16 años de edad para competir en un Gran Premio. Quartararo siguió montando una Honda en las series, esta vez en el equipo Estrella Galicia 0,0 junior Team dirigido por Emilio Alzamora, campeón del mundo de 125 cc en 1999. El piloto francés afincado en España terminó la temporada como claro campeón, ganando nueve de las once carreras de la temporada y llegando en segundo lugar – detrás de María Herrera en Jerez y Jorge Navarro en Albacete – en las otras dos. El Campeonato lo ganó con una diferencia de 127 puntos sobre el segundo clasificado, Navarro, quien fue compañero de equipo en la ronda final de la temporada en Valencia. En esa ronda final, Quartararo también derrotó a los pilotos del Campeonato del mundo Alexis Masbou y John McPhee, del equipo SaxoPrint-RTG que participaron en una sola carrera.

### Campeonato del Mundo de Motociclismo
En agosto de 2014 la Comisión de los Grandes Premios – formada por representantes de Dorna Sports,la Fédération Internationale de Motocyclisme (FIM), la Asociación Internacional de Equipos (IRTA) y la Motorcycle Sports Manufacturers' Association (MSMA) – anunció un cambio en las reglas de la edad mínima para competir, estableciendo que el campeón del Campeonato de FIM CEV Moto3 (sin importar la edad) pudiera competir en la temporada siguiente en el Campeonato del Mundo de Moto3. Este cambio en el reglamento posibilitó que las actuaciones de Quartararo en el Campeonato de España se notaran a su llegada al Campeonato del Mundo. En el Gran Premio francés de 2014 en Le Mans, Quartararo ganó por casi cuatro segundos sobre nueve vueltas, liderando casi toda la carrera y saliendo desde el segundo lugar en la parrilla.
Quartararo se presentó al Campeonato del Mundo Moto3 en octubre de 2015, compitiendo de nuevo con el equipo Estrella Galicia 0,0, sobre una moto Honda, y acompañado por Jorge Navarro, su rival más cercano en el Campeonato de FIM CEV Moto3. Probó la motocicleta Moto3 del equipo por primera vez en la postemporada en Valencia, pero sus primeros tiempos no trascendieron debido a que rodó sin un transponder. Durante el primer día de pruebas oficiales de la pretemporada en Valencia en 2015, Quartararo logró el tiempo más rápido en la tercera sesión. En la prueba de tres días siguiente en Jerez, Quartararo fue el más rápido en cinco de nueve sesiones, consiguiendo incluso una victoria absoluta durante el último día.
El fin de semana de la primera carrera, celebrada en Catar, Quartararo se clasificó en la segunda fila de la parrilla, en la sexta posición, solo a 0.123 segundos de distancia del tiempo de pole registrado por su compatriota Alexis Masbou. En la carrera, Quartararo estuvo en el grupo principal y a dos vueltas del final poseía el liderato de la carrera, pero en un incidente con la moto de Francesco Bagnaia ambos pilotos se cayeron y Quartararo terminó la carrera en séptima posición. Tal era la naturaleza de la carrera que Quartararo terminó a solo 0.772 segundos del ganador de la carrera, Masbou. En la siguiente cita mundialista de Austin, Texas, Quartararo consiguió su primer podio, con un segundo lugar detrás de Danny Kent. Su primera pole llegó en el Gran Premio de España, una décima por delante de Kent, pero terminó la carrera en el cuarto lugar. En la carrera de casa en Le Mans, Quartararo otra vez logró la pole, con una décima sobre su compañero de equipo Navarro. Lideró durante un largo período la carrera, pero a pesar de ello terminó en la cuarta posición.
Quartararo volvió al podio con un segundo lugar en Assen, siendo parte del grupo principal durante toda la carrera; terminó a 0.066 segundos detrás del ganador de la carrera, Miguel Oliveira.
En 2016 siguió corriendo en Moto3, pero se cambió de equipo al Leopard Racing; ha corrido en 18 carreras, no obtuvo ninguna victoria ni ningún podio, teniendo en cuenta que algunas de las carreras de dicho año le salieron bastante mal. Tuvo un accidente corriendo en España. Su mejor resultado ha sido un cuarto puesto en Austria, también terminó sexto en Le Mans.
En 2017 dio el salto a Moto2, donde corrió 2 temporadas: 2017 y 2018. En la primera temporada dentro de esta categoría corrió con el equipo Pons Racing teniendo como compañero a Edgar Pons y en la segunda temporada se cambió al equipo Speed Up Racing. En 2018 logró su primera victoria en el Gran Premio de Cataluña. A pesar del éxito en la siguiente carrera con un segundo lugar en Assen, el resto de su temporada fue difícil, no logró más podios y terminó con 138 puntos en el décimo lugar del campeonato.
En 2019 dio el salto a MotoGP metiéndose en el equipo Petronas Yamaha SRT, con el cual corrió en 2019 y 2020. Se clasificó en la pole position en el Gran Premio de España. Con esta pole position se llevó el récord de polesitter más joven en la categoría de MotoGP, un récord que anteriormente ostentaba Marc Márquez desde 2013. También se clasificó en la pole position en Cataluña (finalmente terminó la carrera en segundo lugar) y la siguiente carrera en Assen, estableciendo un nuevo récord de vuelta y convirtiéndose en el piloto más joven con pole position consecutivas en la historia de MotoGP.  En esta temporada se subió 7 veces al podio.

## Resultados

### Campeonato de España de Velocidad
- 2007: 2.º, Campeonato Español de 50cc
- 2008: 1.º, Campeonato Español de 50cc
- 2009: 1.º, Campeonato Español de 70cc
- 2010: 3.º, Campeonato Español de 80cc
- 2011: 1.º, Campeonato Español de 80cc
- 2012: 1.º, Campeonato Español Pre-Moto3
- 2013: 1.º, Campeonato Español de Moto3
- 2014: 1.º, Campeonato Español de Moto3

### Campeonato del Mundo de Motociclismo
Sistema de puntuación de 1993 hasta 2022:
| Posición | 1.º | 2.º | 3.º | 4.º | 5.º | 6.º | 7.º | 8.º | 9.º | 10.º | 11.º | 12.º | 13.º | 14.º | 15.º |
| Puntos   | 25  | 20  | 16  | 13  | 11  | 10  | 9   | 8   | 7   | 6    | 5    | 4    | 3    | 2    | 1    |

Sistema de puntuación desde 2023 en adelante:
| Posición       | 1.º | 2.º | 3.º | 4.º | 5.º | 6.º | 7.º | 8.º | 9.º | 10.º | 11.º | 12.º | 13.º | 14.º | 15.º |
| Puntos         | 25  | 20  | 16  | 13  | 11  | 10  | 9   | 8   | 7   | 6    | 5    | 4    | 3    | 2    | 1    |
| Carrera sprint | 12  | 9   | 7   | 6   | 5   | 4   | 3   | 2   | 1   |      |      |      |      |      |      |

#### Por categoría
| Cat.   | Temporada     | 1.er Gran Premio | 1.er Podio    | 1.ª Victoria  | Carreras | Victorias | Podios | Poles | V.Ráp. | Pts  | CM |
| ------ | ------------- | ---------------- | ------------- | ------------- | -------- | --------- | ------ | ----- | ------ | ---- | -- |
| Moto3  | 2015-2016     | Catar 2015       | Américas 2015 |               | 31       | 0         | 2      | 2     | 0      | 175  | 0  |
| Moto2  | 2017-2018     | Catar 2017       | Cataluña 2018 | Cataluña 2018 | 36       | 1         | 2      | 1     | 1      | 202  | 0  |
| MotoGP | 2019-presente | Catar 2019       | Cataluña 2019 | España 2020   | 111      | 11        | 31     | 16    | 13     | 1130 | 1  |
| Total  | 2015–Presente | 2015–Presente    | 2015–Presente | 2015–Presente | 179      | 12        | 35     | 19    | 14     | 1507 | 1  |

#### Por temporada
| Temp. | Cat.   | Moto     | Equipo                       | Carreras | Victorias | Podios | Poles | V.Ráp. | Pts. | Pos  |
| ----- | ------ | -------- | ---------------------------- | -------- | --------- | ------ | ----- | ------ | ---- | ---- |
| 2015  | Moto3  | Honda    | Estrella Galicia 0,0         | 13       | 0         | 2      | 2     | 0      | 92   | 10.º |
| 2016  | Moto3  | KTM      | Leopard Racing               | 18       | 0         | 0      | 0     | 0      | 83   | 13.º |
| 2017  | Moto2  | Kalex    | Pons HP 40                   | 18       | 0         | 0      | 0     | 0      | 64   | 13.º |
| 2018  | Moto2  | Speed Up | Speed Up Racing              | 18       | 1         | 2      | 1     | 1      | 138  | 10.º |
| 2019  | MotoGP | Yamaha   | Petronas Yamaha SRT          | 19       | 0         | 7      | 6     | 2      | 192  | 5.º  |
| 2020  | MotoGP | Yamaha   | Petronas Yamaha SRT          | 14       | 3         | 3      | 4     | 2      | 127  | 8.º  |
| 2021  | MotoGP | Yamaha   | Monster Energy Yamaha MotoGP | 18       | 5         | 10     | 5     | 5      | 278  | 1.º  |
| 2022  | MotoGP | Yamaha   | Monster Energy Yamaha MotoGP | 20       | 3         | 8      | 1     | 4      | 248  | 2.º  |
| 2023  | MotoGP | Yamaha   | Monster Energy Yamaha MotoGP | 20       | 0         | 3      | 0     | 0      | 172  | 10.º |
| 2024  | MotoGP | Yamaha   | Monster Energy Yamaha MotoGP | 20       | 0         | 0      | 0     | 0      | 113  | 13.º |
| 2025  | MotoGP | Yamaha   | Monster Energy Yamaha MotoGP |          |           |        |       |        | *    | *    |
| Total | Total  | Total    | Total                        | 178      | 12        | 35     | 19    | 14     | 1507 |      |

- * Temporada en curso.

#### Carreras por año
| Año  | Cat.   | Moto     | 1        | 2        | 3        | 4        | 5         | 6        | 7         | 8         | 9        | 10        | 11       | 12       | 13       | 14       | 15      | 16      | 17      | 18       | 19     | 20        | 21  | 22  | Pos. | Pts. |
| ---- | ------ | -------- | -------- | -------- | -------- | -------- | --------- | -------- | --------- | --------- | -------- | --------- | -------- | -------- | -------- | -------- | ------- | ------- | ------- | -------- | ------ | --------- | --- | --- | ---- | ---- |
| 2015 | Moto3  | Honda    | QAT 7    | AME 2    | ARG 6    | SPA 4    | FRA Ret   | ITA Ret  | CAT 14    | NED 2     | GER Ret  | IND 11    | CZE Ret  | GBR 4    | RSM DNS  | ARA      | JPN DNS | AUS DNS | MAL     | VAL Ret  |        |           |     |     | 10.º | 92   |
| 2016 | Moto3  | KTM      | QAT 13   | ARG 13   | AME 13   | SPA Ret  | FRA 6     | ITA 5    | CAT 7     | NED Ret   | GER 23   | AUT 4     | CZE 21   | GBR Ret  | RSM 18   | ARA 12   | JPN 8   | AUS 12  | MAL 4   | VAL 14   |        |           |     |     | 13°  | 83   |
| 2017 | Moto2  | Kalex    | QAT 7    | ARG Ret  | AME 12   | SPA 16   | FRA 18    | ITA 18   | CAT 7     | NED 9     | GER 13   | CZE 20    | AUT Ret  | GBR 16   | RSM 6    | ARA 11   | JPN 19  | AUS Ret | MAL 7   | VAL 8    |        |           |     |     | 13°  | 64   |
| 2018 | Moto2  | Speed Up | QAT 20   | ARG 22   | AME 15   | SPA 10   | FRA 8     | ITA 11   | CAT 1     | NED 2     | GER 9    | CZE 11    | AUT 9    | GBR C    | RSM 7    | ARA 9    | THA 5   | JPN DSQ | AUS 10  | MAL 5    | VAL 6  |           |     |     | 10°  | 138  |
| 2019 | MotoGP | Yamaha   | QAT 16   | ARG 8    | AME 7    | SPA Ret  | FRA 8     | ITA 10   | CAT 2     | NED 3     | GER Ret  | CZE 7     | AUT 3    | GBR Ret  | RSM 2    | ARA 5    | THA 2   | JPN 2   | AUS Ret | MAL 7    | VAL 2  |           |     |     | 5.º  | 192  |
| 2020 | MotoGP | Yamaha   | QAT C    | SPA 1    | AND 1    | CZE 7    | AUT 8     | EST 13   | RSM Ret   | ERM 4     | CAT 1    | FRA 9     | ARA 18   | TER 8    | EUR 14   | VAL Ret  | POR 14  |         |         |          |        |           |     |     | 8.º  | 127  |
| 2021 | MotoGP | Yamaha   | QAT 5    | DOH 1    | POR 1    | SPA 13   | FRA 3     | ITA 1    | CAT 6     | GER 3     | NED 1    | EST 3     | AUT 7    | GBR 1    | ARA 8    | RSM 2    | AME 2   | ERM 4   | ALG Ret | VAL 5    |        |           |     |     | 1.º  | 278  |
| 2022 | MotoGP | Yamaha   | QAT 9    | INA 2    | ARG 8    | AME 7    | POR 1     | SPA 2    | FRA 4     | ITA 2     | CAT 1    | GER 1     | NED Ret  | GBR 8    | AUT 2    | RSM 5    | ARA Ret | JPN 8   | THA 17  | AUS Ret  | MAL 3  | VAL 4     |     |     | 2.º  | 248  |
| 2023 | MotoGP | Yamaha   | POR 810  | ARG 79   | AME 319  | SPA 1012 | FRA 7Ret  | ITA 1110 | GER 13    | NED Ret3  | GBR 1521 | AUT 815   | CAT 718  | RSM 13   | IND 36   | JPN 1015 | INA 35  | AUS 14C | THA 511 | MAL 59   | QAT 78 | VAL 11Ret |     |     | 10.º | 172  |
| 2024 | MotoGP | Yamaha   | QAT 1112 | POR 79   | AME 1215 | SPA 155  | FRA Ret10 | CAT 910  | ITA 18Ret | NED 127   | GER 1113 | GBR 11    | AUT 1812 | ARA Ret8 | RSM 79   | ERM 7    | INA 712 | JPN 12  | AUS 911 | THA 1610 | MAL 65 | SLD 1110  |     |     | 13.º | 113  |
| 2025 | MotoGP | Yamaha   | THA 157  | ARG 1410 | AME 106  | QAT 75   | SPA 2Ret  | FRA Ret4 | GBR Ret7  | ARA Ret11 | ITA 1410 | NED 10Ret | GER 43   | CZE 65   | AUT 1511 | HUN      | CAT     | RSM     | JPN     | INA      | AUS    | MAL       | POR | VAL | 10.º | 103  |

| Color     | Resultado                                                               |
| --------- | ----------------------------------------------------------------------- |
| Oro       | Ganador                                                                 |
| Plata     | 2.ª plaza                                                               |
| Bronce    | 3.ª plaza                                                               |
| Verde     | Finalizó en los puntos                                                  |
| Azul      | Finalizó sin puntos                                                     |
| Azul      | NC - No clasificado                                                     |
| Violeta   | Ret - No terminó (Carrera)                                              |
| Rojo      | DNQ - No se clasificó                                                   |
| Negro     | DSQ - Descalificado                                                     |
| Blanco    | DNS - No empezó (carrera)                                               |
| Blanco    | WD - Retirado (fin de semana)                                           |
| Blanco    | C - Carrera cancelada                                                   |
| Sin color | DNP - Inscrito pero no participó                                        |
| Sin color | INJ - Lesionado                                                         |
| Sin color | EX - Excluido                                                           |
| Estado    | Resultado                                                               |
| Negrita   | Pole position                                                           |
| Cursiva   | Vuelta rápida                                                           |
| x         | Posición en carrera sprint                                              |
| †         | Abandona, pero clasifica al completar el porcentaje requerido para ello |

## Títulos
| Predecesor: Joan Mir     | Campeón Mundial de MotoGP 2021                                | Sucesor: Francesco Bagnaia |
| Predecesor: Álex Márquez | Campeón del FIM CEV Moto3 Junior World Championship 2013-2014 | Sucesor: Nicolò Bulega     |

## Condecoraciones
Caballero de la Legión de Honor